# Cristian Pinales
Cristian Javier Pinales (* 2. November 2000 in Santo Domingo) ist ein dominikanischer Boxer im Halbschwergewicht. Er gewann eine Bronzemedaille bei den Olympischen Spielen 2024 in Paris.

## Karriere
Sein erster großer Erfolg war der Gewinn einer Bronzemedaille bei der Panamerikameisterschaft 2022 in Guayaquil, als er erst im Halbfinalkampf gegen den US-Amerikaner Rahim Gonzales ausgeschieden war. Bei den Zentralamerika- und Karibikspielen 2023 in San Salvador gewann er unter anderem mit einem Sieg gegen den Kubaner Arlen López die Goldmedaille und startete bei den Panamerikanischen Spielen 2023 in Santiago de Chile, wo er diesmal gegen Rahim Gonzales gewann, jedoch im Viertelfinale gegen den Brasilianer Wanderley Pereira unterlag. Bei der Weltmeisterschaft 2023 in Taschkent verlor er im zweiten Kampf gegen den Russen Imam Chatajew.
Beim 2. Olympiaqualifikationsturnier 2024 in Bangkok erreichte er mit Siegen gegen Desmond Amsterdam aus Guyana, Lucky Aimufua aus Österreich, Aminiasi Saratibau aus Fidschi, Gasimagomed Dschalidow aus Spanien und Rafayel Hovhannisyan aus Armenien einen Startplatz bei den Olympischen Spielen 2024 in Paris, wo er mit siegreichen Kämpfen gegen den Thailänder Weerapon Jongjoho, den Chinesen Tuohetaerbieke Tanglatihan und den Kroaten Gabrijel Veočić das Halbfinale erreichte, wo er knapp mit einer Entscheidung von 2:3 gegen den Kasachen Nurbek Oralbai mit einer Bronzemedaille ausschied.